# Det russiske statsbibliotek
Det russiske statsbibliotek (russisk: Российская государственная библиотека, tr. Rossijskaja gosudarstvennaja biblioteka) i Moskva er et af Ruslands statsbiblioteker. Det er et af verden største biblioteker.
Fra 1925 til 1992 hed biblioteket Det russiske statsbibliotek "V. I. Lenin statsbibliotek i USSR", hvorefter det fik sit nuværende navn Det russiske statsbibliotek.
Biblioteket blev grundlagt 1. juli 1862 som Moskvas første frie offentlige bibliotek under navnet "Moskvas offentlige museums bibliotek og Rumjantsev museet" eller "Rumjantsev biblioteket" og med tilnavnet "Leninka". Af de to museer, som biblioteket oprindelig var tilknyttet, indgik Rumjantsev museet i Pasjkov huset som en del af Moskvas første offentlige museum, med kunstsamlinger tilhørende den russiske statsmand og mæcen Nikolaj Petrovitj Rumjantsev (1754-1826), som tidligere var overdraget til det russiske folk og overført fra Sankt Petersborg til Moskva.
Efter den politiske og samfundsmæssige stabilisering i kølvandet på Oktoberrevolutionen i 1917 voksede antallet af inddragede værker, hvorefter konstruktionen af det nuværende bygningskompleks blev indledt fra 1927-1929, baseret på design og tegninger af de to neoklassiske arkitekter Vladimir Sjtjuko og Vladimir Gelfrejkh. Første etape blev færdiggjort i 1941, efterfulgt af bibliotekets store læsesal i 1945 samt flere efterfølgende tilføjelser frem til den endelige færdiggørelse i 1960. Herefter nåede biblioteket sin fulde kapacitet i 1968, hvorefter den videre udvidelse af biblioteket blev sikret ved etablering af supplerende arkiver, der blev opført i Moskva-forstaden Khimki fra omkring 1975.
Biblioteket indeholdt (pr. 2012) mere end 275 km hyldeplads med flere end 43 millioner genstande, deriblandt over 17 millioner bøger, 13 millioner tidsskrifter, 373.000 musikalske værker og nodesamlinger, 151.700 landkort samt i tusindvis af andre typer arkivalier. Skønt hovedparten er på russisk, findes der værker på 247 forskellige sprog, og værker på diverse fremmedsprog repræsenterer omkring 29% af samlingerne.